# يوم الخلق (رواية)
يوم الخلق The Day of Creation هي رواية للكاتب الإنجليزي جيه جي بالارد، نشرت عام 1987، عن دار نشر غولانس.